# 滝口きらら
滝口 きらら（たきぐち きらら、2000年（平成12年）2月10日 - ）は2016年にデビューした女性アイドルである。プラチナムプロダクション所属。現在は『ゑんら』のメンバーとして活動している。
ゑんらのメンバーである滝口ひかりは実姉。

## 概要
千葉県出身。
2015年、元・ロンドンブーツ1号2号の田村淳がプロデューサーを務めるアイドルユニット『KAGUYA』のメンバーオーディションに合格し、品田セシル・楠ほのか・鈴山ひな（現・澤北ひな∶CoverGirls）と共に2016年4月10日、渋谷にある『Star lounge』にてデビュー。
2017年3月12日、KAGUYAを卒業しフリーとなる。同年4月より、同学年でもある元AKB48の西野未姫が座長を務めるWALLOPの生放送番組『西野未姫のコメディショー・夢見る時間』にレギュラー出演し、お笑いにも活路を広げる。
2017年9月9日放送のテレビ朝日系・『ラストアイドル』に出演し、長月翠と対戦するも、ジャッジを務めた大槻ケンヂの判定により敗退となる（理由は『エピソード』を参照）。
2017年10月1日、根本羽衣と限定ユニット「キラウイ」を結成。半年ぶりにステージに立つ。
2018年2月10日、実姉・滝口ひかりや木乃伊みさとと共にゑんらを結成した。
2018年6月より滝口ひかりや木乃伊みさとと共にプラチナムプロダクションに所属。
2018年8月19日、7月で終了した『西野未姫のコメディショー・夢見る時間』の後継として、滝口を座長としたコント番組『キラカネヒロタロー（仮）』が放送される。翌9月より番組名を『キラキラヒカレ！』に改名し、レギュラー番組となる。
2019年9月23日、千葉県警習志野警察署にて、実姉の滝口ひかりと共に一日警察署長に任命され、新津田沼駅前のイベントに登場した。
2022年2月23日、渋谷STAR ROUNGEで開催された自身の生誕祭にて、2021年4月より通っていた調理師専門学校を卒業する事を報告した。

## 人物
- 実家は貧乏であり、両親と姉弟4人の6人家族で6畳二間のマンションで生活している。
- 中学生時代はソフトボール部に所属しており、一番・ショートであった。また、千葉県選抜のメンバーに選ばれたこともある。
- 嫌いな食べ物はバナナと生クリームである。
- 犬好きであるが、犬アレルギー持ちである。
- 千葉ロッテマリーンズのファンである。
- 自身が野球をプレイする動画をTwitterにアップしたところ、東京ヤクルトスワローズから公式グッズのモデルとしてオファーされた。
- KAGUYAを脱退した際、一度は芸能活動を引退するつもりだったが、元・スルースキルズの根本羽衣と初恋タローのタローからのオファーでコントに挑戦し、芸能活動を継続させた[2]。
- お笑いの師匠は初恋タローと兼近大樹（元・ぷりずん。、現・EXIT）であり、自他共に認めるツッコミ上手である。また、兼近が考案した持ちギャグも存在する。
- ゑんらのメンバーの中で一番ラジオ番組のMCやバラエティの現場に立つことが多く、自身も一番の得意分野と語っている。

## エピソード
- 学生時代はコンビニやスーパーマーケットの試食コーナーのアルバイトをしており、時折姉を含む家族からひやかしを受けていた。一部は滝口ひかりのTwitterでネタとして取り上げられた[3]。
- 節約のため、ディスカウントショップで安い2リットルの水を購入し、学校や芸能活動中に持ち歩いていた。
- 滝口がはじめてメディアに出演したのは芸能活動開始前で、姉の貧乏生活を取り上げる取材であった。また、その番組を見た友人から「本当にあんな家なの？」と聞かれ、「あれは、テレビだからかなり盛った」と返答した。
- KAGUYA脱退時に「家庭の事情によりKAGUYAを脱退した」とTwitterで報告した[4]。その後、姉・滝口ひかりが「家庭の方は全く問題ないし全然大丈夫。」と滝口の脱退理由を否定した[5]。
- 『ラストアイドル』では、ジャッジを指名された大槻ケンヂ以外の審査員は滝口の勝利と判定しており、大槻自身も「アイドルとしてのオーラやパワーは滝口の方が上だった」と評した上で「ラストアイドルのメンバーとしてハマっているのは長月」として長月翠の勝利とジャッジしたと語った[6]。その際、「滝口は放っておいても、いずれ世に出てくる人材」と評されている。
- 2019年2月10日にWALLOPで放送された、姉・滝口ひかりプロデュースの生誕記念番組にて、トレンディエンジェルのたかしと元ガリバートンネルの佐助と3人で漫才を披露した。その際、MCを務めた村上純（しずる）に、「アイドルの生誕祭で、『まずはネタを二本ご覧下さい』っておかしくない！？」とツッコまれた。

## メディア出演・掲載

### テレビ出演
- 2015年5月11日、人生が変わる1分間の深イイ話（日本テレビ系）
- 2016年6月29日、お願い！ランキング（テレビ朝日）
- 2017年4月〜2018年7月、西野未姫のコメディショー　夢見る時間（WALLOP）※レギュラー出演
- 2017年9月17日、ラストアイドル(テレビ朝日系)
- 2018年4月17日、関内デビル（TVK）
- 2018年5月12日、ミリオンチャンス！突然わが家に100万円（TBS）
- 2018年8月19日、キラカネヒロタロー（仮）（WALLOP）
- 2018年3月27日、明日は我がミーティング（TBS系）
- 2018年9月〜現在、キラキラヒカレ！（WALLOP）※レギュラー出演
- 2019年2月10日、滝口ひかりプレゼンツ『きら ～誕生日おめでとう～！！』（WALLOP）
- 2019年2月18日、中居くん決めて！（TBS系）
- 2019年12月19日、ミュージックブレイク 〜ハミジョ観察日記〜（テレビ東京）

### ラジオ出演
- 不定期出演、DETANサタデー（FM KITAQ）
- 不定期出演、小倉ちゃちゃちゃラジオ　初恋居酒屋（FM KITAQ）
- 2020年6月14日•21日、ギュウゾウとPinokkoの雷ヘッドライナー（RADIO BERRY）

### 書籍掲載
- シンコーミュージックエンタテインメント『IDOL FILE Vol.15 TOKYO』（2019年5月31日発行）